# جلال‌الدین بن هبةالله
جلال‌الدین بن هبةالله (۱۴۴۷ - ۱۵۱۰م) (نسب: ابوبکر محمد بن عمر نصیبی حلبی) قاضی، فقیه و شاعر شامی بود.
نخست از گروهی از علمای شام دانش آموخت سپس در سال ۸۷۹ق به قاهره رفت. به قضاوت دمشق، حلب، قاهره، حماه رسید. «الابتهاج» از آثار اوست.